# ماریا مانیکووا
ماریا مانیکووا (انگلیسی: Maria Manicova؛ زادهٔ ۷ فوریهٔ ۱۹۷۴) بازیکن والیبال اهل اوکراین است.